# Ethnologue, Languages of the World
Ethnologue, Languages of the World, souvent abrégé en Ethnologue, est une publication de SIL International visant à inventorier toutes les langues du monde. Publiée en version sur papier depuis 1951, elle est également disponible sur internet depuis 1997.

## Historique
La première édition de l'ouvrage est publiée en 1951 par la SIL. Jusqu'à la 16e édition de 2009, la base de données est éditée sous la forme d'un ouvrage papier puis mise en ligne sur le site web.
À partir de décembre 2015, le site limite l'accès gratuit à sept pages par mois, au-delà, les utilisateurs doivent souscrire un abonnement,, et depuis octobre 2019, si toutes les pages sont consultables, la majorité des données est cachée (autres que le code ISO 639-3, la classification, l'autonyme, et le lien vers la liste des ressources de l'OLAC), le reste requérant un abonnement payant,. Il est toutefois possible d'obtenir un abonnement standard gratuit en contribuant,, et les anciennes éditions en ligne, depuis la 13e de 1996, sont disponibles à la consultation.

## Collaborateurs
Le rédacteur en chef est Gary Simons, il est assisté par David Eberhard et le directeur de la rédaction est Charles Fennig, Paul Lewis est quant à lui employé comme consultant, tous sont professeurs de linguistique.
Les chercheurs sur le terrain sont employés par la SIL (environ 5 000 linguistes en 2020), ou sont des chercheurs indépendants. Depuis la 17e édition de 2013, une partie des corrections est proposée par les contributeurs enregistrés sur le site sur une sous-page spéciale pour chaque langue et est vérifiée par Fennig.

## Éditions
Les premières éditions d'Ethnologue sont publiées approximativement tous les quatre ans, et à partir de la 18e édition, tous les ans
| Édition | Date | Éditeurs                                   | Notes                                |
| ------- | ---- | ------------------------------------------ | ------------------------------------ |
| 1       | 1951 | Richard S. Pittman                         | 10 pages miméographiées - 46 langues |
| 2       | 1951 | Pittman                                    |                                      |
| 3       | 1952 | Pittman                                    |                                      |
| 4       | 1953 | Pittman                                    |                                      |
| 5       | 1958 | Pittman                                    | Première édition en format livre     |
| 6       | 1965 | Pittman                                    |                                      |
| 7       | 1969 | Pittman                                    | 4 493 langues                        |
| 8       | 1974 | Barbara F. Grimes                          |                                      |
| 9       | 1978 | Grimes                                     |                                      |
| 10      | 1984 | Grimes                                     | Première introduction des codes SIL  |
| 11      | 1988 | Grimes                                     | 6 253 langues                        |
| 12      | 1992 | Grimes                                     | 6 662 langues                        |
| 13      | 1996 | Grimes                                     | 6 883 langues                        |
| 14      | 2000 | Grimes                                     | 6 809 langues                        |
| 15      | 2005 | Raymond G. Gordon, Jr.                     | 6 912 langues - Projet de norme ISO  |
| 16      | 2009 | M. Paul Lewis                              | 6 909 langues                        |
| 17      | 2013 | Lewis, Gary F. Simons et Charles D. Fennig | 7 106 langues                        |
| 18      | 2015 | Lewis, Simons et Fennig                    | 7 102 langues                        |
| 19      | 2016 | Lewis, Simons et Fennig                    | 7 097 langues                        |
| 20      | 2017 | Simons et Fennig                           | 7 099 langues                        |
| 21      | 2018 | Simons et Fennig                           | 7 097 langues                        |
| 22      | 2019 | David M. Eberhard, Simons et Fennig        | 7 111 langues                        |
| 23      | 2020 | Eberhard, Simons et Fennig                 | 7 117 langues                        |
| 24      | 2021 | Eberhard, Simons et Fennig                 | 7 139 langues                        |
| 25      | 2022 | Eberhard, Simons et Fennig                 | 7 151 langues                        |
| 26      | 2023 | Eberhard, Simons et Fennig                 | 7 168 langues                        |
| 27      | 2024 | Eberhard, Simons et Fennig                 | 7 164 langues                        |

## Code SIL
En 1984, Ethnologue publie un système de codage à trois lettres appelé « code SIL » pour identifier chaque langue qu'il décrit, lequel dépasse largement les normes antérieures (comme l'ISO 639-1). La 14e édition, publiée en 2000, comprend 7 148 codes linguistiques qui généralement ne correspondent pas à la norme ISO 639-3. En 2002, Ethnologue demande à travailler avec l'Organisation internationale de normalisation (ISO) afin d'intégrer ses codes dans un projet de norme internationale. La 15e édition, publiée en 2005, utilise ce nouveau standard et comprend 7 299 codes ISO 639-3. Les collections et les familles de langues ont été intégrées dans la norme ISO 639-5.

## Présentation des données

### Langues individuelles
Les langues individuelles possèdent chacune leur page, avec un onglet principal portant les informations sur le pays d'origine de la langue, des onglets pour les autres pays où elle est parlée, un onglet avec une carte interactive, et un dernier onglet, visible uniquement pour les participants au programme de contribution, où ces derniers peuvent proposer des modifications si certaines informations diffèrent des sources ou sont obsolètes.
L'onglet principal et les onglets des pays supplémentaires comprennent plusieurs sections, :
- identification de la langue : avec le code ISO 639-3, et une liste de noms alternatifs utilisés pour désigner la langue ;
- population d'utilisateurs : avec le nombre de locuteurs dans le pays et le nombre total dans le monde, ainsi que les nombres de locuteurs de langue maternelle (L1) et seconde (L2) lorsque ces données sont disponibles, et éventuellement d'autres commentaires ;
- localisation : décrit où les locuteurs sont situés dans le pays ;
- statut de la langue : indique le rang EGIDS (Expanded Graded Intergenerational Disruption Scale, « échelle graduée de perturbation intergénérationnelle élargie ») qui donne une appréciation de la viabilité de la langue, avec également son niveau de reconnaissance officielle ;
- classification : fournit la classification phylogénétique de la langue ;
- dialectes : liste les noms des variétés de la langue, leurs intelligibilité mutuelle et similarités lexicales ;
- typologie : fournit des informations sur la typologie linguistique, avec éventuellement de brèves descriptions de l'ordre des mots, des caractéristiques phonologiques, morphologiques et syntaxiques significatives, le nombre de consonnes et de voyelles, etc. ;
- utilisation de la langue : avec les domaines d'utilisation, l'âge des locuteurs, d'autres commentaires sur la viabilité de la langue, l'utilisation d'autres langues par cette communauté linguistique, et l'utilisation par d'autres groupes comme seconde langue ;.
- développement de la langue : avec les taux d'alphabétisation, l'utilisation dans l'éducation, les ouvrages de documentation et de développement, les efforts de revitalisation et les agences liées à la langue, ainsi que les traductions éventuelles de la Bible ;
- ressources linguistiques : un lien vers page correspondante de l'OLAC) qui répertorie les ressources dans et sur la langue ;
- écriture : avec les systèmes d'écriture utilisés ;
- autres commentaires : avec des informations sur les langues non indigènes et toutes les informations supplémentaires sur la langue ou le groupe ethnique, y compris les principales affiliations religieuses.

### Familles de langues
La classification d'Ethnologue se fonde sur celle de William Bright, mais a évolué avec la participation de nombreux autres chercheurs. C'est sur elle que reposent les informations sur la classification dans les articles traitant des langues individuelles. En revanche, les arbres généalogiques des langues sont générés par ordinateur[réf. nécessaire] et dépendent fortement de la compatibilité des formats de données des différentes classifications, ce qui aboutit à des incohérences et à des faux groupements.
Le tableau ci-dessous reprend les 152 familles de langues listées par Ethnologue dans sa 25e édition de 2022, y compris les isolats, pidgins, langues créoles, mixtes, construites et non classées.
| Famille selon Ethnologue | Article correspondant sur Wikipédia en français | Continent d'origine | Nombre de langues |
| ------------------------ | ----------------------------------------------- | ------------------- | ----------------- |
| Abkhaz-Adyghe            | Langues abkhazo-adygiennes                      | Europe, Asie        | 5                 |
| Afro-Asiatic             | Langues chamito-sémitiques                      | Afrique, Asie       | 381               |
| Algic                    | Langues algiques                                | Amérique du Nord    | 41                |
| Amto-Musan               | Langues amto-musanes                            | Océanie             | 2                 |
| Andamanese               | Langues des îles Andaman                        | Asie                | 14                |
| Arafundi                 | Langues arafundi                                | Océanie             | 3                 |
| Arai (Left May)          | Langues left may                                | Océanie             | 6                 |
| Arauan                   | Langues arawanes                                | Amérique du Sud     | 5                 |
| Australian               | Langues aborigènes d'Australie                  | Océanie             | 379               |
| Austro-Asiatic           | Langues austroasiatiques                        | Asie                | 167               |
| Austronesian             | Langues austronésiennes                         | Asie, Océanie       | 1 257             |
| Aymaran                  | Langues aymaranes                               | Amérique du Sud     | 3                 |
| Barbacoan                | Langues barbacoanes                             | Amérique du Sud     | 3                 |
| Bayono-Awbono            | Langues bayono-awbono                           | Océanie             | 2                 |
| Border                   | Langues de la frontière                         | Océanie             | 15                |
| Bororoan                 | Langues bororoanes (en)                         | Amérique du Sud     | 3                 |
| Botocudoan               | Langues botocudoanes (en)                       | Amérique du Sud     | 1                 |
| Caddoan                  | Langues caddoanes                               | Amérique du Nord    | 5                 |
| Cahuapanan               | Langues cahuapananes                            | Amérique du Sud     | 2                 |
| Cariban                  | Langues caribes                                 | Amérique du Sud     | 31                |
| Central Solomons         | Langues du centre des Salomon                   | Océanie             | 4                 |
| Chapacuran               | Langues chapakura                               | Amérique du Sud     | 4                 |
| Chibchan                 | Langues chibchanes                              | Amérique du Sud     | 20                |
| Chimakuan                | Langues chimakuanes                             | Amérique du Nord    | 1                 |
| Chinookan                | Langues chinooks                                | Amérique du Nord    | 2                 |
| Chipaya-Uru              | Langues uru-chipaya                             | Amérique du Sud     | 2                 |
| Chocoan                  | Langues chocó                                   | Amérique du Sud     | 7                 |
| Cholonan                 | Langues cholonanes                              | Amérique du Sud     | 2                 |
| Chon                     | Langues chon                                    | Amérique du Sud     | 2                 |
| Chukotko-Kamchatkan      | Langues tchouktches-kamtchadales                | Asie                | 5                 |
| Chumashan                | Langues chumash                                 | Amérique du Nord    | 6                 |
| Cochimí-Yuman            | Langues yumanes                                 | Amérique du Nord    | 9                 |
| Constructed language     | Langues construites                             | -                   | 1                 |
| Coosan                   | Langues coos                                    | Amérique du Nord    | 1                 |
| Creole                   | Langues créoles                                 | Tous                | 92                |
| Dravidian                | Langues dravidiennes                            | Asie                | 86                |
| East Bird's Head-Sentani | Langues bird's head de l'Est-sentani            | Océanie             | 8                 |
| East Geelvink Bay        | Langues de la baie de Geelvink                  | Océanie             | 12                |
| Eastern Trans-Fly        | Langues trans-fly orientales                    | Océanie             | 4                 |
| Eskimo-Aleut             | Langues eskimo-aléoutes                         | Amérique du Nord    | 11                |
| Eyak-Athabaskan          | Langues na-dené                                 | Amérique du Nord    | 44                |
| Fas                      | Langues fas                                     | Océanie             | 2                 |
| Guajiboan                | Langues guahibanes                              | Amérique du Sud     | 5                 |
| Guaykuruan               | Langues waykuruanes                             | Amérique du Sud     | 4                 |
| Haida                    | Langues haïdas                                  | Amérique du Nord    | 2                 |
| Harákmbut                | Langues harakmbut                               | Amérique du Sud     | 2                 |
| Hmong-Mien               | Langues hmong-mien                              | Asie                | 39                |
| Huavean                  | Langues huaves                                  | Amérique du Nord    | 4                 |
| Indo-European            | Langues indo-européennes                        | Europe, Asie        | 448               |
| Iroquoian                | Langues iroquoiennes                            | Amérique du Nord    | 10                |
| Jabutian                 | Langues jabuti                                  | Amérique du Sud     | 2                 |
| Japonic                  | Langues japoniques                              | Asie                | 12                |
| Jean                     | Langues jê                                      | Amérique du Sud     | 16                |
| Jicaquean                | Langues jicaques                                | Amérique du Nord    | 1                 |
| Jivaroan                 | Langues jivaro                                  | Amérique du Sud     | 4                 |
| Kamakanan                | Langues kamakã                                  | Amérique du Sud     | 1                 |
| Karajá                   | Langues karajá (en)                             | Amérique du Sud     | 1                 |
| Kartvelian               | Langues kartvéliennes                           | Asie                | 5                 |
| Katukinan                | Langues katukinanes                             | Amérique du Sud     | 3                 |
| Kaure                    | Langues kaure (en)                              | Océanie             | 3                 |
| Kaweskaran               | Langues alakalufanes                            | Amérique du Sud     | 1                 |
| Keresan                  | Langues keresanes                               | Amérique du Nord    | 2                 |
| Khoe-Kwadi               | Langues khoe-kwadi                              | Afrique             | 13                |
| Kiowa-Tanoan             | Langues kiowa-tanoanes                          | Amérique du Nord    | 5                 |
| Koreanic                 | Langues coréaniques                             | Asie                | 2                 |
| Kra-Dai                  | Langues taï-kadaï                               | Asie                | 91                |
| Kwomtari                 | Langues kwomtari                                | Océanie             | 3                 |
| Kxʼa                     | Langues kxʼa                                    | Afrique             | 4                 |
| Lakes Plain              | Langues lakes plain                             | Océanie             | 20                |
| Language isolate         | Isolats                                         | Tous                | 88                |
| Lencan                   | Langues lencas                                  | Amérique du Nord    | 1                 |
| Lower Mamberamo          | Langues du Bas-Mamberamo                        | Océanie             | 2                 |
| Maiduan                  | Langues maiduanes                               | Amérique du Nord    | 4                 |
| Maipurean                | Langues arawakiennes                            | Amérique du Sud     | 55                |
| Mairasi                  | Langues mairasi                                 | Océanie             | 3                 |
| Mapudungu                | Langues araucaniennes (en)                      | Amérique du Sud     | 2                 |
| Mascoyan                 | Langues lengua-mascoy                           | Amérique du Sud     | 6                 |
| Matacoan                 | Langues mataguayo                               | Amérique du Sud     | 7                 |
| Maxakalian               | Langues maxakalianes (en)                       | Amérique du Sud     | 2                 |
| Mayan                    | Langues mayas                                   | Amérique du Nord    | 31                |
| Maybrat                  | Langues mai brat (en)                           | Océanie             | 2                 |
| Misumalpan               | Langues misumalpanes                            | Amérique du Nord    | 5                 |
| Miwok-Costanoan          | Langues miwok                                   | Amérique du Nord    | 8                 |
| Mixe-Zoquean             | Langues mixe-zoque                              | Amérique du Nord    | 17                |
| Mixed language           | Langues mixtes                                  | Tous                | 25                |
| Mongol-Langam            | Langues mongol-langam                           | Océanie             | 3                 |
| Mongolic                 | Langues mongoles                                | Asie                | 13                |
| Mosetenan                | Langues mosetenanes                             | Amérique du Sud     | 1                 |
| Muran                    | Langues muranes (en)                            | Amérique du Sud     | 1                 |
| Muskogean                | Langues muskogéennes                            | Amérique du Nord    | 6                 |
| Nakh-Daghestanian        | Langues nakho-daghestaniennes                   | Europe, Asie        | 31                |
| Nambikwara               | Langues nambikwaranes                           | Amérique du Sud     | 6                 |
| Niger-Congo              | Langues nigéro-congolaises                      | Afrique             | 1 553             |
| Nilo-Saharan             | Langues nilo-sahariennes                        | Afrique             | 210               |
| Nimboran                 | Langues nimboran                                | Océanie             | 5                 |
| North Bougainville       | Langues de Bougainville du Nord                 | Océanie             | 4                 |
| Otomanguean              | Langues oto-mangues                             | Amérique du Nord    | 179               |
| Paezan                   | Langues paezanes (en)                           | Amérique du Sud     | 6                 |
| Palaihnihan              | Langues palaihnihanes                           | Amérique du Nord    | 2                 |
| Panoan                   | Langues panoanes                                | Amérique du Sud     | 26                |
| Pauwasi                  | Langues pauwasi                                 | Océanie             | 5                 |
| Piawi                    | Langues piawi                                   | Océanie             | 2                 |
| Pidgin                   | Pidgins                                         | Tous                | 16                |
| Pomoan                   | Langues pomo                                    | Amérique du Nord    | 7                 |
| Puinavean                | Langues macro-puinaveanes (en)                  | Amérique du Sud     | 7                 |
| Purian                   | Langues purianes (en)                           | Amérique du Sud     | 2                 |
| Quechuan                 | Langues quechua                                 | Amérique du Sud     | 44                |
| Ramu-Lower Sepik         | Langues lower sepik-ramu                        | Océanie             | 32                |
| Sahaptian                | Langues sahaptiennes                            | Amérique du Nord    | 5                 |
| Salish                   | Langues salish                                  | Amérique du Nord    | 26                |
| Sálivan                  | Langues salivanes                               | Amérique du Sud     | 3                 |
| Senagi                   | Langues senagi                                  | Océanie             | 2                 |
| Sepik                    | Langues sepik                                   | Océanie             | 54                |
| Sign language            | Langues des signes                              | Tous                | 157               |
| Sino-Tibetan             | Langues sino-tibétaines                         | Asie                | 458               |
| Siouan-Catawban          | Langues siouanes                                | Amérique du Nord    | 15                |
| Skou                     | Langues sko                                     | Océanie             | 10                |
| Somahai                  | Langues somahai                                 | Océanie             | 2                 |
| South Bougainville       | Langues de Bougainville du Sud                  | Océanie             | 9                 |
| South-Central Papuan     | Langues papoues sud centrales                   | Océanie             | 22                |
| Tacanan                  | Langues tacananes                               | Amérique du Sud     | 6                 |
| Takelman                 | Langues kalapuyanes                             | Amérique du Nord    | 1                 |
| Tarascan                 | Langues tarascanes                              | Amérique du Nord    | 2                 |
| Tequistlatecan           | Langues tequistlatèques                         | Amérique du Nord    | 2                 |
| Tiniguan                 | Langues tiniguanes                              | Amérique du Sud     | 1                 |
| Tor-Kwerba               | Langues tor-kwerba                              | Océanie             | 23                |
| Torricelli               | Langues torricelli                              | Océanie             | 57                |
| Totonacan                | Langues totonaques                              | Amérique du Nord    | 12                |
| Trans-New Guinea         | Langues Trans-Nouvelle-Guinée                   | Océanie             | 481               |
| Tsimshian                | Langues tsimshianiques                          | Amérique du Nord    | 3                 |
| Tucanoan                 | Langues tucanoanes                              | Amérique du Sud     | 25                |
| Tungusic                 | Langues toungouses                              | Asie                | 11                |
| Tupian                   | Langues tupi                                    | Amérique du Sud     | 76                |
| Turkic                   | Langues turciques                               | Europe, Asie        | 41                |
| Tuu                      | Langues tuu                                     | Afrique             | 7                 |
| Unclassified             | Langues non classées                            | Tous                | 48                |
| Uralic                   | Langues ouraliennes                             | Europe, Asie        | 38                |
| Uto-Aztecan              | Langues uto-aztèques                            | Amérique du Nord    | 61                |
| Wakashan                 | Langues wakashanes                              | Amérique du Nord    | 6                 |
| West Papuan              | Langues papoues occidentales                    | Océanie             | 23                |
| Wintuan                  | Langues wintuanes                               | Amérique du Nord    | 3                 |
| Witotoan                 | Langues witotoanes                              | Amérique du Sud     | 7                 |
| Yaguan                   | Langues peba-yaguanes                           | Amérique du Sud     | 2                 |
| Yanomaman                | Langues yanomami                                | Amérique du Sud     | 5                 |
| Yele-West New Britain    | Langues yele-Nouvelle-Bretagne-occidentale (en) | Océanie             | 3                 |
| Yeniseian                | Langues ienisseïennes                           | Asie                | 2                 |
| Yokutsan                 | Langues yokuts                                  | Amérique du Nord    | 1                 |
| Yuat                     | Langues yuat                                    | Océanie             | 5                 |
| Yukaghir                 | Langues youkaguir                               | Asie                | 2                 |
| Yukian                   | Langues yukianes                                | Amérique du Nord    | 2                 |
| Zamucoan                 | Langues zamucoanes                              | Amérique du Sud     | 2                 |
| Zaparoan                 | Langues zaparoanes                              | Amérique du Sud     | 5                 |

## Critiques
En 1986, William Bright (en), alors rédacteur en chef de la revue de linguistique Language, écrit qu'Ethnologue est « indispensable à tout rayonnage de référence sur les langues du monde ». En 2008, dans la même revue, Lyle Campbell et Verónica Grondona déclarent qu'« Ethnologue[...] est devenu la référence standard, et son utilité est difficile à surestimer ».
Michael Erard, dans son article du New York Times de 2005, note que, « bien que son histoire insolite attire quelques critiques chez les linguistes laïcs, Ethnologue est également loué pour son étendue ».
En 2015, Harald Hammarström (en), responsable de Glottolog, en parlant des 16e, 17e et 18e éditions, critique l'absence de sourçage systématique dans la publication et son incapacité à exposer clairement ses principes de classification des langues et d'identification. Il conclut néanmoins que tout compte fait, « Ethnologue est un catalogue des langues du monde d'une exhaustivité impressionnante, et il est de loin supérieur à tout ce qui a été produit avant 2009 ».
En 2020, Catherine Matacic note dans la revue Science que depuis que le site est devenu payant, de nombreux linguistes ont décidé de l'abandonner pour d'autres ressources, notamment Glottolog, mais que ce dernier ne propose pas toutes les données disponibles sur Ethnologue, la plus recherchée étant les chiffres de population. Le rédacteur en chef Gary Simons comprend leur colère, mais dit qu'ils ont été obligés d'en arriver là s'ils ne veulent pas disparaître. La SIL affirme qu'elle ne compte pas vraiment sur les abonnés individuels, mais plutôt sur les institutions — environ 40 % des 50 plus grandes écoles du monde s'étant déjà abonnées — et les grandes entreprises.